# Résolution 1529 du Conseil de sécurité des Nations unies
Membres permanents
- Chine
- États-Unis
- France
- Royaume-Uni
- Russie

Membres non permanents
- Algérie
- Allemagne
- Angola
- Bénin
- Brésil
- Chili
- Espagne
- Pakistan
- Philippines
- Roumanie

Résolution no 1528 Résolution no 1530
La résolution 1529 du Conseil de sécurité des Nations unies, adoptée à l’unanimité le 29 février 2004, après avoir exprimé sa préoccupation concernant la situation en Haïti, autorise le déploiement d’une force internationale dans le pays pour stabiliser la situation après un coup d'État qui a entraîné la destitution du président Jean-Bertrand Aristide.